# Lee Marvin
Lee Marvin (ur. 19 lutego 1924 w Nowym Jorku, zm. 29 sierpnia 1987 w Tucson) – amerykański aktor filmowy. 
Laureat Oscara dla najlepszego aktora pierwszoplanowego za podwójną rolę rewolwerowca Kida Shelleena i przestępcy Tima Strawna w westernie komediowym Elliota Silversteina Kasia Ballou (1966) z Jane Fondą. Znany ze swojego basowego głosu i przedwcześnie siwych włosów, grał twarde postacie, później zyskał rozgłos dzięki portretowaniu antybohaterów. Odtwórca roli majora Johna Reismana w dramacie wojennym Roberta Aldricha Parszywa dwunastka (1967).

## Życiorys
Urodził się w Nowym Jorku jako drugi syn Courtenay Washington „Court” (z domu Davidge), pisarki zajmującej się modą / konsultantki ds. urody, i Lamonta Waltmana „Montego” Marvina, dyrektora ds. reklamy. Jego rodzina była pochodzenia angielskiego, irlandzkiego i szkockiego. Miał starszego brata Roberta (ur. 18 lipca 1922, zm. 20 sierpnia 1999). Uczęszczał do wielu szkół, w tym Manumit School, chrześcijańskiej szkoły socjalistycznej z internatem w Pawling, Peekskill Military Academy w Peekskill, Public School 165 w Nowym Jorku, Lakewood High School na Florydzie i St. Leo’s Preparatory School w Dade City na Florydzie. Później uczęszczał do St. Leo College Preparatory School, katolickiej szkoły w St. Leo na Florydzie, po wyrzuceniu z kilku innych szkół za złe zachowanie (palenie papierosów, opuszczanie lekcji i bójki).
12 sierpnia 1942 Marvin zaciągnął się do United States Marine Corps. Przed ukończeniem Szkoły Piechoty był kwatermistrzem. Marvin służył w 4. Dywizji Piechoty Morskiej jako snajper zwiadowczy w czasie wojny na Pacyfiku podczas II wojny światowej; w 1944 został ranny podczas bitwy o Saipan i 13 miesięcy hospitalizowany. Odznaczono go Purpurowym Sercem. 
Po wojnie imał się różnych zajęć. Pracował jako stenotypista, a następnie został uczniem hydraulika w Woodstock. W 1947 poznał B.J. Ballantyne’a, byłego współpracownika Johna Barrymore’a, który prowadził Woodstock Little Theatre. Ballantyne namówił Marvina do zastąpienie chorego aktora i wzięcia udziału w off–broadwayowskim przedstawieniu Przydroże (Roadside). Następnie ukończył kurs aktorski w nowojorskim American Theatre Wing. Po gościnnym występie na małym ekranie w jednym z odcinków serialu kryminalnego ABC Skarbiec w akcji (Treasury Men in Action, 1950), zadebiutował u boku Gary’ego Coopera w roli radiowca w komedii wojennej Henry’ego Hathawaya Teraz jesteś w marynarce (You’re in the Navy Now, 1951), w którym debiutowali także Charles Bronson i Jack Warden. Pojawił się jako G.I. w melodramacie Freda Zinnemanna Teresa (1951) z Pier Angeli. 
W 1951 odniósł sukces na Broadwayu w roli Hallama w spektaklu Billy Budd na podstawie noweli Hermana Melville’a Billy Budd. Dobrą passę podtrzymała rola w sztuce Tennessee Williamsa Tramwaj zwany pożądaniem i spektaklu Johna Patricka Porywcze serce. 

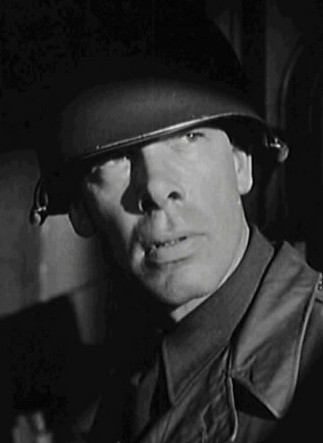
Lee Marvin w filmie Atak, 1956

Reżyser Henry Hathaway obsadził go w roli żandarma wojskowego w swym filmie szpiegowskim noir Kurier dyplomatyczny (Diplomatic Courier, 1952) z Tyrone’em Powerem i korzystając ze swych wpływów polecił jednemu ze znaczących agentów hollywoodzkich. Po gościnnym występie w dwóch odcinkach w serialu kryminalnym NBC Dragnet (1952) jako seryjny morderca, Marvin otrzymał rolę rywala głównego bohatera granego przez Marlona Brando w dramacie László Benedeka Dziki (The Wild One, 1953) i udowodnił, że ma talent komediowy, tworząc groteskową postać motocyklisty Chino – pijaka i rozrabiaki. W dramacie kryminalnym noir Fritza Langa Bannion (The Big Heat, 1953) z Glennem Fordem zaskoczył dziką brutalnością jako sadystyczny gangster Vince Stone. W dreszczowcu Życie w równowadze (A Life in the Balance, 1955) z Anne Bancroft zagrał zabójcę – religijnego maniaka. We współczesnym westernie Johna Sturgesa Czarny dzień w Black Rock (Bad Day at Black Rock, 1955) został obsadzony w roli milczącego troglodyty Hectora Davida, przeciwnika Spencera Tracy. W dramacie wojennym The Rack (1956) z Paulem Newmanem wystąpił w roli kapitana Johna R. Millera. Jako odznaczony weteran walk Marvin doskonale odnalazł się w dramatach wojennych, gdzie często pomagał reżyserowi i innym aktorom w realistycznym przedstawianiu ruchu piechoty, układaniu kostiumów i użyciu broni palnej. W Hollywood szybko stał się specjalistą od czarnych charakterów, drugoplanowych ról zabójców, psychopatów i brutali.
Od 20 września 1957 do 21 czerwca 1960 grał rolę uczciwego i twardego detektywa porucznika Franka Ballingera z jednostki specjalnej policji w Chicago, pomagającego innym jednostkom w walce z przestępczością zorganizowaną w serialu kryminalnym NBC M Squad. Przez rok po ukończeniu serialu nie otrzymał żadnych ofert i popadł w głęboką depresję. Ujawnił temperament komediowy jako Tully Crow w westernie Michaela Curtiza W kraju Komanczów (The Comancheros, 1961) u boku Johna Wayne’a. Zwrócił na siebie uwagę jako czarny charakter w roli sadystycznego bandyty Liberty Valance’a w westernie Johna Forda Człowiek, który zabił Liberty Valance’a (The Man Who Shot Liberty Valance, 1962) z Johnem Wayne’em i Jamesem Stewartem. Za rolę płatnego zabójcy w dreszczowcu Dona Siegela Zabójcy (The Killers, 1964) na podstawie powieści Ernesta Hemingwaya The Killers otrzymał Nagrodę BAFTA dla najlepszego aktora zagranicznego. 
Zawsze chciałem być kowbojem, traperem, strażnikiem, wędrowcem... Dzięki filmowi wszystkie te marzenia spełniły się, nawet w nadmiarze.
Łatka aktora charakterystycznego, świetnie sprawdzającego się w rolach twardych facetów, towarzyszyła mu do końca życia, choć – paradoksalnie – Oscara zdobył za podwójną kreację zapijaczonego rewolwerowca Kida Shelleena i demonicznego bandyty Tima Strawna w komediowym westernie Kasia Ballou (1965). W westernie przygodowym Richarda Brooksa Zawodowcy (The Professionals, 1966) zagrał postać Henry’ego „Rico” Fardana, przywódcy tytułowych najemników–specjalistów od zabijania i walki. Sukcesem okazał dramat wojenny Roberta Aldricha Parszywa dwunastka (The Dirty Dozen, 1967), gdzie wcielił się w rolę majora Johna Reismana, kłopotliwego dla przełożonych, który w działaniu kieruje się mocno wybujałym indywidualizmem i kultem żołnierskiej sprawności. W dramacie sensacyjnym Johna Boormana Zbieg z Alcatraz (Point Blank, 1967) zagrał skomplikowaną rolę Walkera, który postanawia się zemścić po tym, jak po dokonaniu kradzieży zostaje zdradzony i postrzelony przez wspólnika (John Vernon), który zabiera cały łup. Rola poszukiwacza złota Bena Rumsona, który kupuje od mormona żonę w komediodramacie Joshuy Logana Pomaluj swój wóz (Paint Your Wagon, 1969) z Clintem Eastwoodem przyniosła mu nominację do Złotego Globu dla najlepszego aktora w filmie komediowym lub musicalu.
Odrzucił propozycje, by zagrać w tak głośnych tytułach jak Za kilka dolarów więcej, Tylko dla orłów, Dzika banda, Patton, Brudny Harry, Życzenie śmierci, Szczęki, Salwador czy Rambo – Pierwsza krew.
Potrafił jednowymiarowym z pozoru rolom nadać zaskakującej głębi psychologicznej. Jego bohaterowie, często samotnie zmagający się z otaczającym ich światem, dzięki swojemu uporowi i determinacji w dążeniu do celu nierzadko stają się postaciami tragicznymi. 
W dramacie wojennym Samuela Fullera Wielka czerwona jedynka (The Big Red One, 1980) z Markiem Hamillem zagrał postać sierżanta. Po skończeniu zdjęć do dramatu kryminalnego Michaela Apteda Park Gorkiego (1983) z Williamem Hurtem i Joanną Pacułą, reżyser Yves Boisset zaangażował go do roli zbiegłego rabusia banku, Jimmy’ego Cobba, we francuskiej czarnej komedii W matni (Canicule, 1984) z Miou-Miou i Jeanem Carmet.

## Życie prywatne

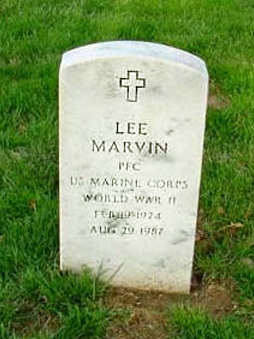
Płyta nagrobna Lee Marvina na Narodowym Cmentarzu w Arlington

5 kwietnia 1952 ożenił się z Betty Ebeling. Mieli syna Christophera Lamonta (ur. 22 listopada 1952, zm. 23 października 2013) oraz trzy córki – Courtenay (ur. 1954), Cynthię (ur. 1956) i Claudię Leslie (ur. 3 marca 1958, zm. 27 listopada 2012). 4 stycznia 1967 doszło do rozwodu. 18 października 1970 zawarł związek małżeński z Pamelą Feeley. W 1975 opuścił Hollywood i przeprowadził się do Tucson w Arizonie.
Był jedną z pierwszych gwiazd Hollywood, która w wywiadzie dla magazynu „Playboy” ze stycznia 1969 zadeklarowała swoje poparcie dla ruchu na rzecz praw gejów. Następnie stwierdził, że nie będzie miał problemu z graniem na ekranie postaci homoseksualnych, ponieważ ma pewność, że ma własną orientację seksualną.

### Śmierć
Zmarł nagle 29 sierpnia 1987 na zawał serca w wieku 63 lat. Został pochowany na Cmentarzu Narodowym w Arlington.

## Filmografia
- 1951 You're in the Navy Now – członek załogi (debiut filmowy)
- 1952 Pojedynek nad Silver Creek – Tinhorn Burgess

Ośmiu żelaznych – sierż. Joe Mooney
Uprzejmie informujemy, że nie są państwo małżeństwem – Pinky
- 1953 Bannion – Vince Stone

Dziki – Chino
- 1954 Bunt na okręcie – Meatball
- 1955 Czarny dzień w Black Rock – Hector David
- 1956 Siedmiu ludzi do zabicia – Bill Masters

Atak – por. Clyde Bartlett
- 1957 W poszukiwaniu deszczowego drzewa – Orville „Flash” Perkins
- 1961 W kraju Komanczów – Tully Crow
- 1962 Człowiek, który zabił Liberty Valance’a – Liberty Valance
- 1963 Rafa Donovana – Thomas Aloysius „Boats” Gilhooley
- 1964 Zabójcy – Charlie Storm
- 1965 Statek szaleńców – Bill Tenny

Kasia Ballou – Kid Shelleen/Tim Strawn
- 1966 Zawodowcy – Henry „Rico” Fardan
- 1967 Parszywa dwunastka – mjr John Reisman

Zbieg z Alcatraz – Walker
- 1968 Piekło na Pacyfiku – amerykański pilot
- 1969 Pomaluj swój wóz – Ben Rumson
- 1972 Pierwszorzędne cięcie – Nick Devlin

Z własnej kieszeni – Leonard
- 1973 Przyjdzie na pewno – Hickey

Władca północy – Numer 1
- 1974 Gang Spike’a – Harry Spikes

Człowiek klanu – szeryf Bascomb
- 1976 Krzyknąć diabłu w twarz – płk Flynn O’Flynn
- 1979 Ekspres pod lawiną – płk Harry Wargrave
- 1980 Wielka czerwona jedynka – sierż. Possum
- 1981 Śmiertelne polowanie – Edgar Millen
- 1983 Park Gorkiego – Jack Osborne
- 1984 W matni – Jimmy Cobb
- 1985 Parszywa dwunastka 2 – mjr John Reisman
- 1986 Oddział Delta – płk Nick Alexander

## Sons of Lee Marvin
Krótko po śmierci Marvina powstało tajne stowarzyszenie Sons of Lee Marvin, założone przez reżysera Jima Jarmuscha. Aby zostać do niego przyjętym, trzeba wyglądać na tyle podobnie do Marvina, by móc zostać wziętym za jego syna. Do członków stowarzyszenia należą m.in. Jarmusch, Tom Waits, Nick Cave i John Lurie.

## Nagrody
| Rok  | Nagroda                                        | Kategoria                                        | Film                               |
| ---- | ---------------------------------------------- | ------------------------------------------------ | ---------------------------------- |
| 1965 | 14. Międzynarodowy Festiwal Filmowy w Berlinie | Srebrny Niedźwiedź dla najlepszego aktora        | Kasia Ballou (1965)                |
| 1966 | Złoty Glob                                     | Najlepszy aktor w filmie komediowym lub musicalu | Kasia Ballou (1965)                |
| 1966 | Nagroda Akademii Filmowej                      | Najlepszy aktor pierwszoplanowy                  | Kasia Ballou (1965)                |
| 1966 | Nagroda BAFTA                                  | Najlepszy aktor zagraniczny                      | Kasia Ballou (1965) Zabójcy (1966) |